# Tiberiu-Claudiu Barstan
Tiberiu-Claudiu Barstan (n. 26 iulie 1975) este un politician român, ales în 2024 deputat din partea partidului Alianța pentru Unirea Românilor (AUR). În martie 2025, a participat la o demonstrație ilegală de extremă dreapta și a fost ulterior audiat de procurori.

## Carieră politică (2024–prezent)
În urma alegerilor parlamentare din 2024 pe 1 decembrie, Barstan a fost ales membru al Camerei Deputaților în circumscripția nr. 22 Hunedoara, preluând mandatul pe 21 decembrie. Ca deputat este secretar al Comisiei pentru industrii și servicii. Este membru al grupurilor parlamentare de prietenie pentru Germania, Guatemala și Panama.

În martie 2025, a participat la o demonstrație ilegală de extremă dreapta și a fost ulterior audiat de procurori.

Barstan (extrema stângă) cu Cristina Butură, Anamaria Gavrilă, liderul AUR George Simion și Ramona Lovin, 13 aprilie 2025